# Комвос (Драгоманци)
Комвос (на гръцки: Κόμβος) е праисторическо и антично селище край мъгленското село Драгоманци (Апсалос), Гърция, обитавано от неолита до късната римска епоха.
Местността е разположена веднага до крайните югоизточни къщи на Драгоманци. Открити са частично запазени землянки, датиращи от ранния неолит (6500 – 5900/5800 г. пр. Хр.). Важно откритие в Комвос е керамичната пещ от късната бронзова епоха (1600 – 1100 г. пр. Хр.), както и няколко отпадъчни ями. Те очевидно принадлежат към работната зона на разположено на юг селище, което все още не е разкрито. Пещта е кръгла с диаметър от 1,15 m и ямата на нагряващата камера е в земята. Решетката над ямата е запазена непокътната. Това е пещ с усъвършенствана технология, разпространена в средиземноморския регион, но рядкост в Македония. Открити са и участък от път и гробове от късния римски период.
В 2012 година селището е обявено за защитен археологически паметник.